# Album-oriented Rock
Album-oriented Rock (AOR) ist ein aus den USA stammendes Format für Radiosender. Es richtet sich hauptsächlich an eine männliche Zielgruppe im Alter von 18 bis 45 Jahren.
Die ersten, auf UKW-Rundfunk sendenden AOR-Stationen entstanden in den USA ab etwa 1967, als LPs zunehmend auch lange Musikstücke enthielten. LPs vom Genre der Rockmusik waren nicht mehr nur die Sammlung von bisherigen Single-Hits und unbedeutenden LP-Füllern, sondern enthielten auch künstlerisch ausdrucksvolle Tracks. Wegen der oft langen Spieldauer dieser Tracks erhielten sie bei den üblichen Top40-Stationen kein Airplay. Diese Lücke füllten die AOR-Sender.
AOR ist ein musikorientiertes Format. Information und Nachrichten stehen im Hintergrund. Moderationen haben meist einen starken Bezug zur Musik. Die Playlist ist rockmusikorientiert und mit 1500 bis 2000 Titeln sehr lang. Es werden also auch Titel von weniger bekannten Interpreten und aus diversen Rockmusik-Richtungen gespielt, wobei aktuelle und ältere Stücke berücksichtigt werden. Es werden auch viele lange Stücke aus Musikalben gesendet, die weniger bekannt und nie als Single erschienen sind. Sender mit AOR-Format findet man vor allem in Ballungsräumen mit hoher Senderdichte, da sie sich hier durch eine klar definierte Zielgruppe von anderen Sendern abgrenzen können. Im Lauf der Zeit haben sich einige Spezialisierungen des Formats entwickelt: Hard Rock/Heavy-Rock, Classic Rock und Softrock.
In Deutschland ist das AOR-Format weniger verbreitet. Zu den bekannten AOR-Sendern in Deutschland gehört die Rock Antenne, ein privater Hörfunksender aus Bayern.